# Pouštní květ
Pouštní květ (italsky: Il mio nome è Thomas) je italské filmové drama z roku 2018. Režíroval ho italský herec a režisér Terence Hill. Ten také ve filmu ztvárnil jednu z hlavních rolí.
Film byl Terencem Hillem věnován jeho kamarádovi a kolegovi Budu Spencerovi, který 27. června 2016, během natáčení tohoto filmu zemřel. Film byl poprvé oznámen 8. prosince 2016 v pořadu Rischiatutto, kde byl také poprvé představen trailer. Poprvé byl uveden 19. dubna 2018.
Film byl především natáčen v Almeríi.

## Děj filmu
Thomas (Terence Hill) odjíždí z Itálie na své motorce. Jede do pouště v oblasti Almería ve Španělsku, kde má v plánu meditovat a přečíst si oblíbenou knihu. Během cesty na svém Harley Davidson se však potká u čerpací stanice s mladou dívkou, Lucii (Veronica Bitto), která se snaží prchnout dvěma mužům, kterým ukradla peníze. Thomas dívce pomůže a film pokračuje tím, že Thomasova cesta na poušť pokračuje v doprovodu mladé dívky, která se postupem času do Thomase zamiluje.

## Obsazení
| Terence Hill         | Thomas          |
| Veronica Bitto       | Lucia           |
| Eva Basteiro-Bertoli | Dottoressa      |
| Francesca Beggio     | Maria           |
| Guia Jelo            | Zia Rosario     |
| Andy Luotto          | Priore          |
| Giovanni Malafronte  | Cameriere       |
| Matt Patresi         | Max             |
| Cinzia Susino        | Dottoressa nave |